# Ersfeld
Das 1411 erstmals urkundlich erwähnte Dorf Ersfeld ist mit 77 Einwohnern (Stand 30. Juni 2025) eine der kleinsten Ortsgemeinden des Landkreises Altenkirchen (Westerwald) im nördlichsten Teil von Rheinland-Pfalz. Es gehört der Verbandsgemeinde Altenkirchen-Flammersfeld an und liegt in unmittelbarer Nähe der Historischen Raiffeisenstraße am nördlichen Rand des Naturparks Rhein-Westerwald.
Ersfeld hat eine Fläche von etwa 1,4 Quadratkilometern und die Siedlungsform eines Reihendorfes. Einige alte Fachwerkbauten, der Peschbach, der mitten durch den Ort fließt, alte Eichen- und Buchenbestände, Wiesen und Waldgebiete und die etwas abseitige Lage neben einer kleinen Kreisstraße prägen den heutigen ländlichen Charakter der Gemarkung.
In früheren Zeiten war Ersfeld abgelegen und besaß nur unzureichende Anbindung an größere Ansiedlungen. Wie in vielen anderen Westerwalddörfern fristeten die Bewohner mit harter Waldarbeit, Vieh- und Landwirtschaft ein karges und entbehrungsreiches Dasein. Darüber hinaus wurde der Ort über die Jahrhunderte in vielen Kriegen immer wieder von durchziehenden und Quartier nehmenden Soldaten geplündert und beraubt, dies von Freund und Feind gleichermaßen.
Trotzdem hat Ersfeld den Versuchen von Eingemeindungen und Gemeindezusammenschlüssen widerstanden und sich eine relative Unabhängigkeit bewahrt. Die Finanzquellen des Gemeindehaushalts bestehen aus Gemeindesteuereinnahmen und der Jagdpacht. Die meisten Ersfelder lebten teils bis in die 1980er Jahre noch im Wesentlichen von landwirtschaftlichen Haupt- und Nebenerwerbsbetrieben. Mittlerweile ist der Ort bis auf einige Gewerbetreibende eine reine Wohngemeinde. Der Großteil der Berufstätigen arbeitet in den umliegenden größeren Ortschaften, einige Pendler fahren auch bis in die Ballungszentren des Rhein-Main- oder Rhein-Ruhr-Gebiets.

## Etymologie
Der Ortsname Ersfeld ist in Deutschland einmalig und lautet im lokalen Dialekt Erscheld. Darüber hinaus kommt Ersfeld öfter als Flur- und Familienname vor. Die Herkunft der Ortsbezeichnung ist bis heute nicht eindeutig geklärt.
Über die Jahre hinweg sind verschiedene, lediglich mündlich überlieferte Versuche unternommen worden, die Namensherkunft zu deuten. Eine Möglichkeit wird dabei in der Ableitung von der Qualität der landwirtschaftlichen Böden und Flächen mit der Bedeutung „erstes Feld“ gesehen. Eine andere Interpretation des Namens favorisiert die Bezeichnung Erzfeld. Obgleich im Ort keine nennenswerten Erzvorkommen zu verzeichnen waren, nimmt diese Auslegung Bezug auf einen Stollen am Rande des Ortes, für dessen einstige Funktion und Verwendung man bisher keine rechte Erklärung finden konnte. Der Stollen wurde jedoch unter anderem zur Lagerung von Lehm genutzt, was die Herkunft des Ortsnamens von Erzfeld nicht stützt.
Andere Betrachtungen sehen eher einen Zusammenhang mit einer topografischen Erklärung. Danach beziehen sich die aus dem Altdeutschen stammenden Vorsilben Ers beziehungsweise Ars auf die Lage oder die Form des Bodens, sodass Ersfeld als ein am Ende oder „hinten“ gelegener Teil eines Geländeabschnitts verstanden werden könnte. Ers und Ars bedeuten im althochdeutschen Sprachgebrauch nichts anderes als „Arsch“ und finden sich in vielen Orts- und Flurbezeichnungen.

## Geographie

### Geographische Lage

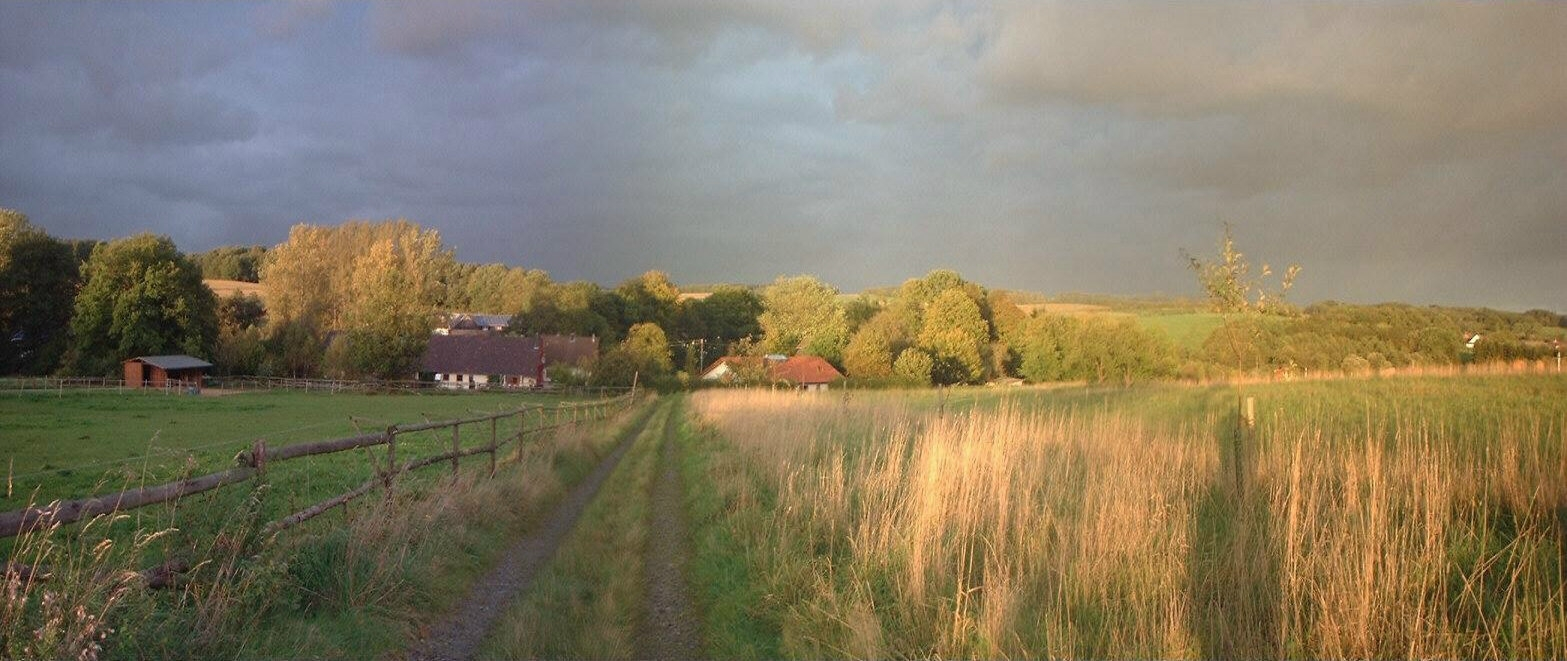
Der Kirchsweg zwischen Ersfeld und Mehren. Blick von Südwesten über Ersfeld

Ersfeld liegt im Niederwesterwald (auch: Unterwesterwald oder Vorderwesterwald), am nordöstlichen Rand der Asbacher Hochfläche vor dem Übergang zur Altenkirchener Hochfläche, zwölf Kilometer westlich von Altenkirchen und einen Kilometer nördlich von Mehren. Es ist etwas abseits der Kreisstraße 24 am Ende eines kleinen, etwa 800 Meter breiten und 1,5 Kilometer langen Tals gelegen, das sich nach Nordwesten hin bis in den nächsten Ort Rettersen fortsetzt. Weitere Nachbarorte sind Fiersbach im Westen, Forstmehren im Nordosten und Kraam im Osten. Die mittlere Höhenlage beträgt 250 Meter über Normalnull. Die Landesgrenze zu Nordrhein-Westfalen im Norden ist etwa 4 Kilometer entfernt.

### Geologie
Geologisch betrachtet gehört Ersfeld als Teil des vorderen Westerwalds zum Rheinischen Schiefergebirge, einem stark erodierten Rest des großen variszischen Gebirgssystems des Erdmittelalters. Das devonische Grundgebirge wird von vulkanischen Massen aus dem Tertiär überlagert, insbesondere von Basalten und Tuffen.
Das Deutsche Institut für Bautechnik (DIBt) ordnet Ersfeld der Erdbebenzone (EZON) „0“ und der geologischen Untergrundklasse (GUK) „R“ (felsartiger Gesteinsuntergrund) zu. Jedoch findet sich in vielen Teilen der Gemarkung auch stark lehmhaltiger Boden. Bedingt durch unterirdische Wasserströme, die vom Waldrand oberhalb Ersfelds ins Tal fließen und die Oberfläche unterspülen, entstehen auf den Feldern und Weideflächen immer wieder mehr oder weniger große und tiefe Erdlöcher. Diese stellen unter anderem eine Gefahr für die Landmaschinen und Traktoren dar und werden deshalb mit Bauschutt und anderem Material wieder zugeschüttet.

### Klima und Vegetation
Der Westerwald gilt klimatisch gesehen allgemein als raue Gegend mit vergleichsweise geringerer Sonnenscheindauer und verhältnismäßig viel Niederschlag. Jedoch ist das Klima in Ersfeld im Vergleich zu dem höher gelegenen Oberwesterwald und Hohen Westerwald in der Regel gemäßigter. Ersfeld verfügt über keine eigene Station zur Ermittlung von Wetterdaten. Messungen der nächstgelegenen Station in Hilgenroth ergeben eine Jahresdurchschnittstemperatur von 8,5 °C mit durchschnittlichen Höchstwerten von 16,7 °C im Juli und Tiefstwerten von 0,3 °C im Januar. Die durchschnittliche Jahresniederschlagsmenge liegt bei 996,3 Millimetern. Dabei ist der April mit durchschnittlich 70,4 Millimetern der trockenste Monat, während der Dezember mit 105,4 Millimetern die größten Niederschlagsmengen aufweist.
Das hügelige Orts- und Landschaftsbild von Ersfeld ist geprägt von Wiesen, landwirtschaftlichen Nutzflächen und Mischwald. Am häufigsten sind Fichten, seltener Tannen, Buchen, Hainbuchen, Eichen, Ahorne, Linden, Erlen und Eschen zu finden, vereinzelt Kastanien und Pappeln. Als Strauch- und Gebüschformen sind Weißdorne, Haselnuss, Holunder, Hagebutte und Birkengewächse am weitesten verbreitet.

## Geschichte
Zwar feierte der Ort am 1. Mai 2011 sein offizielles 600-jähriges Bestehen, vermutlich ist Ersfeld jedoch bereits zwischen dem 6. und 8. Jahrhundert entstanden. Man nimmt an, dass der Raum um Mehren, zu dem auch Ersfeld gehört, bereits zu fränkischer Zeit besiedelt war und während der karolingischen Gauverwaltung eine Großgrundherrschaft gebildet hat.

### Vom Erzbistum Köln zur Grafschaft Sayn, Reformation
Die als Arsfeld bislang älteste schriftliche Erwähnung im Revers einer Lehensurkunde vom 1. August 1411 belegt den unumkehrbaren Übergang Ersfelds und anderer Orte vom Erzbistum Köln an die Grafschaft Sayn. Mit der Urkunde von 1411 verpfändete Friedrich III. von Saarwerden, der damalige Erzbischof von Köln, dem Grafen Gerhard I. von Sayn für 700 Rheinische Gulden Land und Leute der Region. Landesherrlich gehörte Ersfeld bis 1652 zur Grafschaft Sayn, danach zur Grafschaft Sayn-Altenkirchen. Weitere schriftliche beziehungsweise urkundliche Erwähnung fand der Ort in den Jahren 1579, 1580, 1589, 1596 und 1610. Vor dem Dreißigjährigen Krieg sollen 16 Feuerstellen, sogenannte Räuche, bestanden haben, was mit Wohnhäusern gleichzusetzen ist. So ist auch aus damaligen Steuerlisten zu entnehmen, dass in Ersfeld im Jahr 1580 sechzehn steuerpflichtige Familien wohnten.
1561 wurde in der Grafschaft Sayn die Reformation eingeführt, und die Einwohner Ersfelds wechselten zum evangelischen Bekenntnis über. Ersfeld besaß nie eine eigene Kirche und war Teil der Pfarrei Mehren. Damit gehörte es bis 1802 zum Kirchspielgericht Mehren im saynischen Amt Altenkirchen. Die Pfarrei Mehren war bis zur Reformation dem Landkapitel Auelgau des Archidiakonates Bonn im Erzbistum Köln zugeordnet.

### Dreißigjähriger Krieg, Auflösung der Landesherrschaft, Preußen
Es sind keine detaillierteren Aufzeichnungen über die Ereignisse des Dreißigjährigen Krieges in der Region bekannt. Man weiß allerdings aus alten Quartierlisten um die großen Belastungen, denen das Kirchspiel Mehren und seine Ortschaften ausgesetzt waren. Zur Deckung der Einquartierungskosten der Soldaten mussten Summen aufgebracht werden, die ohne die Aufnahme von Krediten und Steuererhöhungen nicht zu bewältigen waren. Für Ersfeld bedeutete dies im Jahr 1625 anlässlich des achttägigen Besuchs eines Rittmeisters König mit seiner Kompanie die Unterbringung von 64 Pferden, 67 Personen (mehr als die eigene Einwohnerzahl) und den Verlust von 84 Reichsthalern, die die Einquartierten bei ihren Gastgebern geraubt hatten. Auch 400 Liter Wein musste das Dorf aufbringen. Insgesamt plünderten und verwüsteten den Ort sowohl befreundete als auch feindliche durchziehende Truppen gleichermaßen, raubten Geld und Lebensmittel und machten auch vor Mord und Brandschatzung nicht Halt.
Aus dem Österreichischen Erbfolgekrieg (1740–1748) wird berichtet, dass französische Offiziere in den Ortschaften des Kirchspiels Mehren wie gemeine Soldaten „ohne Unterscheidt von allen vier Colonnen Vieh geraubt, Jagd, Feldfrucht und Fischerei ruiniert“ hätten. Bei ihrem Abzug mussten ihnen die Bauern 13 Pferde und 31 Paar Ochsen als zusätzliche Zugtiere überlassen.
Während der Koalitionskriege wurde im Jahr 1795 der Schaden aus Plünderungen durch sich zurückziehende Franzosen bei den Ersfelder Einwohnern auf insgesamt 597 Gulden beziffert. Weitere Aufzeichnungen belegen für das Jahr darauf den Diebstahl von 35 Garben Korn, 2637 Garben Hafer und 900 Zentner Heu. Für die Bevölkerung blieb kaum etwas übrig, und es herrschte bittere Not, zumal ständig weitere Truppen kamen. Die Forderung Napoleons an seine Verbündeten, ihm Soldaten bereitzustellen, führte 1806 dazu, dass auch der Ersfelder Haubrich Eckenbach für Napoleon kämpfen musste.
Infolge des Reichsdeputationshauptschlusses kam Sayn-Altenkirchen und damit der Ort Ersfeld 1803 zur Grafschaft Nassau-Usingen. Nach deren Beitritt zum Rheinbund gehörte Ersfeld von 1806 bis 1815 zum Herzogtum Nassau.
Nach dem Wiener Kongress kam das Gebiet der Grafschaft Sayn-Altenkirchen 1815 zu Preußen. Mit dessen Verwaltungsreform wurden seine Provinzen in Regierungsbezirke und Kreise gegliedert. So entstand 1816 der Kreis Altenkirchen im Regierungsbezirk Coblenz. Man hob die Kirchspielverfassung auf, und es wurden Bürgermeistereien gebildet. Ersfeld wurde zunächst der Bürgermeisterei Weyerbusch und 1816 dem neu gebildeten Kreis Altenkirchen zugeordnet. Dem Kreis gehörten noch die Bürgermeistereien Altenkirchen, Daaden, Flammersfeld, Friesenhagen, Gebhardshain, Hamm, Kirchen und Wissen an.
Das Oktoberedikt von 1807, ein Bestandteil der preußischen Agrarreform, beendete die Leibeigenschaft der Bauern und schaffte damit zumindest die rechtlichen Grundlagen für Erwerb und Eigentümerschaft von zuvor meist selbst bewirtschafteten Höfen nebst Grund und Boden (Bauernbefreiung).

### Waldwirtschaft
Zu Zeiten von Grund- und Lehensherrschaft teilten die jeweiligen Fürsten den Wald auf und wiesen ihn den Bewohnern über eine spezielle Form der Eigentümergemeinschaft, einer sogenannten Waldinteressentenschaft, entsprechend der Anzahl der Räuche zu. Die Anteilsverhältnisse konnten sich später durch Erbschaft oder Heirat ändern. Die ökonomische Verwertung der Waldbestände führte deshalb zwischen den benachbarten Ortschaften des Öfteren zu Auseinandersetzungen, die von höherer Stelle geregelt werden mussten. Hierzu sind verschiedene Vorgänge aktenkundig. Das Archivale Sachakte 4810 des Landeshauptarchivs Koblenz (LHAKo) behandelt zum Beispiel für die Laufzeit von 1736 bis 1753 „Der von den Retterser Waldbeerbten (den Gemeinden Kraam, Rettersen, Forstmehren und Ersfeld, alle im Kirchspiel Mehren) uf den Flogert begangene Einfall und Verletzung des Hachenburgischen Gebietes“. Eine weitere Sachakte 1854 aus dem Jahr 1780 verweist auf den „Prozess der Gemeinden Rettesern, Kraam und Ersfeld mit den Interessenten der Kraamer Erbzinsmühle wegen Brandholzabgabe“. Und eine Sachakte 2062 der Kommunalaufsicht Koblenz aus dem Jahr 1818 behandelt „Waldstreitigkeiten zwischen den Gemeinden Fiersbach und Ersfeld“.
Zur Aufsicht über die Waldungen setzten die Gemeinderäte regelmäßig Waldwärter ein, die über Holzhauungen und sonstige Verwertungen wachten.

### Das Protokollbuch, Hauptquelle für das Gemeinwesen ab 1845

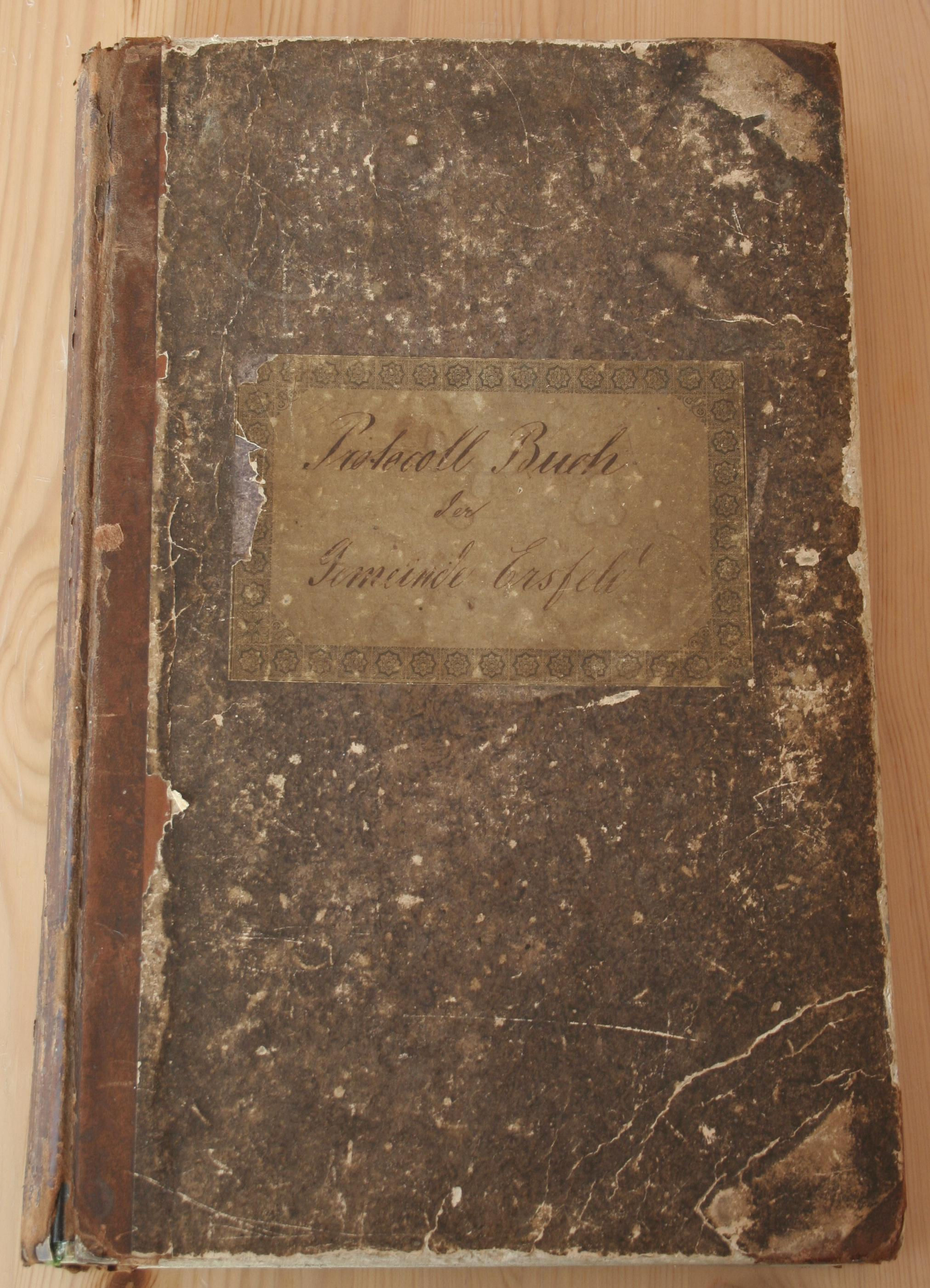
Protokollbuch des Gemeinderates aus dem Jahr 1845

Die Gemeinde Ersfeld besitzt ein aus dem Jahr 1845 stammendes Protokollbuch mit den Niederschriften und Beschlüssen der Ratssitzungen bis zum 21. September 1966, ein bedeutendes Dokument der Dorf- bzw. Gemeindepolitik und -entwicklung. Anfang 1990 wurde das Buch unter der Bedingung, dass es im Besitz der Ortsgemeinde verbleibt, aus Privatmitteln restauriert und im Jahr 2011 anlässlich der 600-Jahr-Feier des Ortes von der deutschen Kurrentschrift in das heutige Schriftbild übertragen.
Der Sozialreformer Friedrich Wilhelm Raiffeisen, der mit 26 Jahren Bürgermeister von Weyerbusch wurde und die Verelendung der Westerwaldbauern beschrieb, hatte das Protokollbuch auf der Grundlage des § 66 der Gemeindeordnung am 23. Januar 1845 angelegt und war bis zur zweiten Sitzung am 19. März 1847 auch Protokollführer.
Der erste protokollarische Eintrag stammt vom 14. Dezember 1846 und dokumentiert die Besoldung des Ortsvorstehers (Remuneration) in Höhe von sechs Talern jährlich. Nicht selten ging das Amt des Ortsbürgermeisters, vom Ratsbeschluss getragen, von einer Familiengeneration auf die nächste über. Genannt wurden unter anderem die Familien Klein und Bierbrauer.
Weitere Aufzeichnungen der Ratssitzungen behandeln Satzungen über den Feldwegebau und die damit verbundenen Frondienste der Bürger nach § 23 der Grundstücksordnung, Personal- und Steuerbeschlüsse sowie Haushaltsdebatten. Frondienste waren Leistungen gegenüber der Gemeinde, die mit Steuernachlässen verbunden waren. Dienstboten, Gesellen und Lehrlinge waren davon befreit.

### Die Hungersnot von 1846, Raiffeisen
Ungewöhnliche Trockenheit in der ersten Hälfte des Jahres 1846 bedrohte die Ernte, Hagelschlag und Kartoffelfäule vernichteten große Teile der Feld- und Gartenfrüchte und führten zu einer Hungersnot. Ohne geeignete Verkehrswege war es nicht möglich, auf Einfuhren zurückzugreifen, so dass die Preise steil anstiegen. Die Bauern sahen sich gezwungen, selbst ihr Saatgut zu verzehren. Friedrich Wilhelm Raiffeisen gründete den Weyerbuscher Brodverein, er verteilte kostenlos Mehl. 1847 gab der Verein Saatgut gegen Schuldscheine aus, die mit dem Ertrag der neuen Ernte beglichen werden konnten. Raiffeisen empfahl den Bau der Rheinstraße von Weyerbusch nach Neuwied-Heddesdorf (heute B 256), die seit 1984 auch die Bezeichnung Historische Raiffeisenstraße trägt. Damit wurde kurzfristig Arbeit beschafft; langfristig wurden die entlegenen Walddörfer an die Wirtschaftsentwicklung der Region Neuwied angeschlossen. Gemeinden wie Ersfeld oder Kraam nutzten zudem den Wald, um Steine für den Wegebau und Brot für die Armen in Weyerbusch zu beschaffen, ebenso wie in Maulsbach oder Neitersen.
Raiffeisen gelangen weitere Arbeitsbeschaffungsmaßnahmen. Nachdem die Hilfsbedürftigkeit armer Bevölkerungsteile festgestellt worden war, beschloss der Ersfelder Gemeinderat am 31. März 1847, auf dem Weg von Forstmehren nach Mehren einen Graben anzulegen, der den Einwohnern eine von der Gemeinde mit acht Talern bezuschusste Verdienstmöglichkeit bot.

Flurkarte von 1892 – Flur Nr. 1

Im April 1847 erhielt die Gemeinde Ersfeld zinsfrei gegen eine Bürgschaft des Gemeinderats einen anteiligen Betrag von 10 Talern von dem Überschuss eines „Blei-Erlöses“ aus Reparaturarbeiten des Mehrener Kirchturms in Höhe von 18 Talern geliehen, um den Anbau von Kartoffeln für die Armen zu ermöglichen.
Um die Arbeits- und Produktionsbedingungen der Höfe zu verbessern, wurde 1896 das erste Flurbereinigungsverfahren in Ersfeld durchgeführt. Die zu diesem Zweck im Maßstab 1:1000 erstellten Reinkarten mit den Flurnummern und -bezeichnungen befinden sich im Besitz der Gemeinde. Darin ist auch noch der sogenannte Materialplatz am nördlichen Ortsrand, im Volksmund Leimpöhl genannt, ausgewiesen. Auf ihm lagerten die Baustoffe des Ortes, wie zum Beispiel Lehm, zum Bau und zur Instandsetzung der Häuser.
Am 28. Dezember 1911 tagte der Gemeinderat auf Einladung der Kirche erstmals im Nachbarort Mehren.

### Erster Weltkrieg
Aufzeichnungen über die Tage des Ersten Weltkrieges in Ersfeld liegen nicht vor. Aus den Protokollen der in der Regel zweimal jährlich anberaumten Gemeinderatssitzungen geht hervor, dass fast ausschließlich über den Gemeindehaushalt beraten wurde, über die Kriegsgeschehnisse ist aus dieser Quelle nichts zu erfahren. Eine Ausnahme bildet eine Eintragung vom 16. Oktober 1916, in der dem Gemeindevorsteher eine Verdoppelung seiner Vergütung während der Kriegsdauer zugebilligt wurde.
Es wird berichtet, dass auch Männer aus Ersfeld als Soldaten in die Schlacht zogen. Nachdem die anfängliche allgemeine Kriegsbegeisterung 1914 mit der Rückkehr der ersten Verwundetentransporte von der tragischen Realität eingeholt wurde, fand man sich schnell umgeben von Not, Hunger, Entbehrung und Repressalien wieder. Gerade die Landwirte gerieten zunehmend unter Druck, genügend Lebensmittel für die Versorgung nicht nur der eigenen Bevölkerung, sondern auch der Zwangsarbeit leistenden Kriegsgefangenen produzieren zu müssen. Mehrmals veröffentlichte das Altenkirchener Kreisblatt Aufrufe wie diesen: „Das Feldheer braucht dringend Hafer, Heu und Stroh. Landwirte, helft dem Heere!“ Mit Strafandrohungen und moralischer Erpressung wurden „Verschwender“ mit folgenden Annoncen bedacht: „Wer über das gesetzlich zuläßige Maß hinaus Hafer, Mengkorn, Mischfrucht, worin sich Hafer befindet, oder Gerste verfüttert, versündigt sich am Vaterlande.“ Schließlich brachte der Kriegswinter 1917/1918 große Not mit eisiger Kälte und der Knappheit an Kartoffeln und anderen Nahrungsmitteln. Der Schwarzmarkt blühte, das „Hamstern“ griff um sich und führte zu überaus hohen Wucherpreisen. Im Vergleich zur städtischen Bevölkerung war es den Ersfelder Bauern als Selbstversorger jedoch möglich, auf eigene Reserven zurückzugreifen.
Es ist nicht überliefert, ob nach Kriegsende deutsche Rückzugstruppen im Zuge der Demobilisierung durch oder an Ersfeld vorbei gezogen sind, wie es in vielen anderen Ortschaften der Fall war. Die Anzahl an Kriegsgefangenen aus Ersfeld ist ebenfalls nicht bekannt. Jedoch ergibt sich aus dem Protokoll einer Gemeinderatssitzung vom 14. August 1934, in der die Höhe der Zuwendung an den Volksbund deutscher Kriegsgräberfürsorge e. V. in Abhängigkeit von der Anzahl eigener Gefallener festgelegt wurde, dass es derer drei aus der Gemeinde gegeben haben muss.

### Wirtschaftskrise und Währungsreform, Nationalsozialismus
Die wirtschaftliche Entwicklung nach dem Ende des Ersten Weltkriegs war geprägt von ständigen Teuerungszulagen, Lohnsteigerungen und enormen Geldentwertungen, denen auch Ersfeld Rechnung tragen musste, um die laufenden Gemeindeausgaben und notwendigen Investitionen, beispielsweise für den infrastrukturellen Ausbau der Energieversorgung und Zuleitungen für die Haushalte, noch einigermaßen decken zu können. Das Ergebnis waren immer wiederkehrende Erhöhungen der Gemeindesteuerlasten und Nachtragshaushalte. Beschloss der Gemeinderat am 23. September 1918, zur Deckung der Gemeindebedürfnisse für das Haushaltsjahr 1919 eine Last von 270 % auf alle Steuern zu erheben (die bereits am 13. Januar 1920 um weiter 150 % aufgestockt wurden), so waren dies 1921 bereits 1200 % der Real- und Betriebssteuern. Mit Gemeinderatsbeschluss vom 29. Juni 1921 wurde auf der Grundlage des Kommunalabgabengesetzes auch eine Beherbergungssteuer eingeführt, die jedoch nur für temporäre Entlastung sorgte. Bereits für das Jahr 1923 wurden die Grund- und Gebäudesteuern auf 9000 % und die Gewerbe- und Betriebssteuern auf 6000 % erneut erhöht. In der Gemeinderatssitzung vom 25. September 1923 wurde jedoch festgestellt, dass auf Grund der weiter zunehmenden Verteuerung und Inflation auch diese Umlagen zur Deckung der Ausgaben bei Weitem nicht ausreichend waren. Die Konsequenz war eine weitere Erhöhung der Grund- und Gebäudesteuer um das Zwanzigfache.
Mit dem Münzgesetz in der letzten Neufassung vom 30. August 1924 wurde die Reichsmark offizielles Zahlungsmittel in Deutschland. In einer Dringlichkeitssitzung des Ersfelder Gemeinderates vom 30. Oktober 1924 wurde der Grundvermögenssteuersatz auf 150 % und der Gewerbe- und Betriebssteuersatz auf 200 % festgelegt. Bis zum Juli 1929 waren beide jedoch wieder auf 400 % angestiegen. Trotz der neuen Währung wurde im Protokollbuch bis zum 16. Oktober 1933 das Währungskürzel M für Mark und nicht RM für Reichsmark verwendet.
Ersfelds eigenständige Versorgung mit Elektrizität begann erst im Jahre 1924. Bis dahin wurde der Ort, wie auch Rettersen und Fiersbach, aus dem Schulhaus Fiersbach mit Strom versorgt. Die infrastrukturellen Rahmenbedingungen wurden in einer Gemeinderatssitzung vom 30. Oktober 1924 erstmals grob formuliert. Dazu zählten auch die Hausanschlüsse der Ersfelder Bürger. Im Frühjahr 1925 wurde der Gemeindevorsteher als Verhandlungsführer durch einen „Lichtausschuß“ abgelöst. Nachdem ein beauftragtes Unternehmen in Konkurs gegangen war, wurde ein Elektrotechniker aus Oberirsen mit der Fertigstellung beauftragt.
In der Sitzung vom 17. Juli 1929 wurde bei Einnahmen von 2698 und Ausgaben von 2917 Reichsmark fälschlicherweise ein Haushaltsdefizit von 209 Reichsmark protokolliert, obwohl die Differenz 219 Reichsmark betrug.
Der Gemeinderat Ersfelds lehnte mit Beschluss vom 22. Mai 1930 eine Zusammenlegung mit den Gemeinden Mehren, Kraam (Craam), Ziegenhain, Ziegenhahn, Giershausen und Walterschen unter anderem mit der Begründung ab, den „großen Apparat mit seinen Beamtenvermehrungen vermeiden“ zu wollen. Darüber hinaus sah man keinerlei Vorteile und hätte in den letzten Jahrzehnten gelernt, auch mit niedrigen prozentualen Umlagen akzeptabel wirtschaften zu können.
Zu nationalsozialistischen Aktivitäten oder intensiveren Beziehungen in Ersfeld ist nichts bekannt, und auch im Protokollbuch des Ortes sind nur zwei Einträge vermerkt. Aus dem Sitzungsprotokoll vom 23. September 1935 wird deutlich, dass Entscheidungen über das Bürgermeisteramt und die Anzahl der Beigeordneten und Gemeinderäte einer Zustimmung des Beauftragten der NSDAP bedurften. Weiter wurde in der Sitzung vom 7. April 1938 seitens des Gemeinderats eine Dankeserklärung an Reichskanzler Adolf Hitler gerichtet. Sie war verbunden mit der deutlichen Aufforderung an alle wahlberechtigten Bürger, dem Anschluss Österreichs an das Deutsche Reich, der bereits am 13. März 1938 mit dem Einmarsch deutscher Wehrmachts- und SS-Verbände erfolgt war, innerhalb einer nachträglichen Volksabstimmung am 10. April 1938 mit Ja zuzustimmen.

### Zweiter Weltkrieg
Während des Zweiten Weltkriegs wurden immer weniger Gemeinderatsitzungen abgehalten. 1939 beschloss man die Einführung einer land- und forstwirtschaftlichen Grundsteuer mit einem Hebesatz von 115 Prozent. Die übrige Grundsteuer wurde auf 200 Prozent festgesetzt, ebenso eine Gewerbesteuer, obwohl in Ersfeld damals keine gewerblichen Betriebe angesiedelt waren. 1940 fasste der Rat den Beschluss, die Vergütung des Ortsvorstehers während der Kriegsereignisse um 25 Prozent zu erhöhen. Auffällig ist das Protokoll einer Sitzung, in der „die vom Bürgermeister vorgetragene Haushaltssatzung für das Rechnungsjahr 1944 eingehend beraten wurde“. Weder wurden die Namen der Sitzungsteilnehmer genannt, noch Unterschriften zum Protokoll geleistet.
Die Kriegswirren gingen auch an Ersfeld nicht spurlos vorbei. Aus beinahe jeder Familie wurden männliche Mitglieder für den Dienst an der Waffe rekrutiert, sodass früher oder später die Feld- und Waldarbeit nicht mehr ausreichend erledigt werden konnte. Um diesem Missstand Abhilfe zu schaffen, bekam jede Familie, deren männliche Angehörige Kriegsdienst leisteten, durch das Gauarbeitsamt Moselland in Koblenz und die Arbeitsamtsnebenstelle Neuwied einen oder mehrere Kriegsgefangene, meist Franzosen, später auch Polen, als Zwangsarbeiter zugewiesen. Sie waren in einem großen Saal des Nachbarortes Fiersbach untergebracht und mussten von den Einwohnern Ersfelds morgens abgeholt und abends wieder zurückgebracht werden.
Bei Bombenangriffen fand die Bevölkerung Schutz in den wenigen Kellern einiger Höfe. Zwei Ersfelder Soldaten fielen fern der Heimat bei Gefechten, über den Verbleib eines weiteren ist nichts bekannt, eine alteingesessene Bürgerin kam zwei Tage vor Kriegsende durch verirrte Kugeln eigener Soldaten ums Leben.
Trotz der unmittelbaren Nähe zur Bundesstraße 8, auf der sich damals die Alliierten mit schwerem Kriegsgerät ostwärts bewegten, war das Dorf nicht direkt in Kampfhandlungen verwickelt. Die Geschosse der Besatzer flogen von ihrem Standort Heuberg ohne Schaden anzurichten über Ersfeld hinweg bis ins benachbarte Fiersbach. Die Fichtenbestände der Gemeinde waren von Granatsplittern derart beschädigt, dass an eine wirtschaftliche Verwertung nicht mehr zu denken war. Ende März 1945 gelang es der 1. US-Armee nach Überschreiten des Rheins an der Brücke von Remagen und teils heftigen Kämpfen in den Nachbarortschaften, besonders in Fiersbach, das gesamte Gebiet zu erobern. Damit war der Krieg auch für die Ersfelder beendet.

### Nachkriegszeit und Wirtschaftswunder
Nach Kriegsende wurde das Gebiet erst von der US-amerikanischen, ab dem 10. Juli 1945 von der französischen Besatzungsmacht verwaltet. Allgemein wurde deren große Härte beklagt, unter der die Bevölkerung zu leiden hatte. Sperrstunden und Ausgangsverbote waren an der Tagesordnung. Das meiste von dem ohnehin Wenigen, was zu damaliger Zeit durch die heimischen Bauern erwirtschaftet werden konnte, musste an die Besatzer abgeliefert werden. Es fehlte an Brennstoff, trotzdem war das Sammeln von Holz unter Strafandrohung strengstens verboten.
Das Protokollbuch führt für das Jahr 1946 vier Gemeinderatssitzungen auf, die sich neben der Satzung des Bullenhaltungszweckverbandes, sowie der Umlage zur freiwilligen Amtsfeuerwehr und dem Beitrag der Gemeinden zur Instandsetzung und Unterhaltung der Kriegergräber auch mit der Wahl eines neuen Gemeinderates und mit Haushaltsfragen beschäftigten.

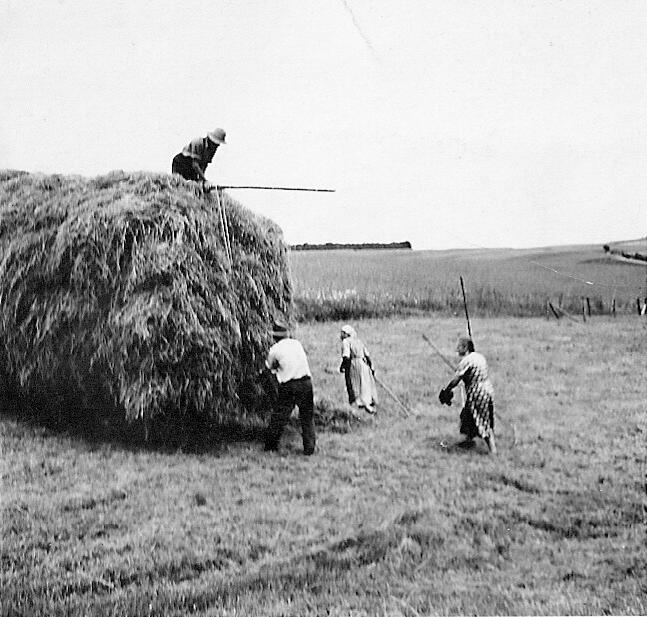
Ersfelder Bauern bei der Heuernte, 1958

In der Ratssitzung vom 17. April 1948 wurde beschlossen einen Antrag zu stellen, die von der Militärregierung auf der Grundlage des Gesetzes Nr. 52 verhängte Sperre über das Gemeindevermögen aufheben zu lassen, ein erster Schritt zur Wiedererlangung wirtschaftlicher Handlungsfähigkeit. Mit der Währungsreform im Juni 1948 besserte sich die Situation langsam. Arbeitsplätze entstanden, und Agrarprodukte wurden wieder bezahlbar, wovon auch die Ersfelder Bauern profitierten. Milch, Hafer, Kartoffeln, Rüben und andere Güter wurden in der ganzen Region von Handelsvertretern für die Genossenschaften eingekauft und sorgten mit dem erzielten Umsatz langsam wieder für ein normales Leben. Der Gemeinderat beauftragte mit Beschluss vom 27. Oktober 1948 den Amtsbürgermeister und Ratsvorsitzenden, mit den Stromlieferanten RWE und E. W. Siegerland über die Veräußerung des örtlichen Stromnetzes und die damit verbundenen künftigen Tarife in Verhandlungen zu treten. Dies mündete Anfang 1949 im Verkauf des Ersfelder Ortsnetzes an die E. W. Siegerland und in der Aushandlung eines neuen Stromtarifs, womit die Weichen für die zukünftige Energieversorgung der Gemeinde gestellt waren.
In der Region wurden im Laufe der Zeit zunehmend kleine und mittlere Unternehmen mit neuen Arbeitsplätzen gegründet. Der Bedarf an Dienstleistungen und Produkten stieg ebenso wie der an Arbeitskräften und neuen Mitarbeitern. Dies führte dazu, dass in den 1950er und 1960er Jahren nicht wenige Landwirte eine Tätigkeit in einem Gewerbe- oder Handwerksbetrieb aufnahmen und die eigenen Bauernhöfe zunehmend nur noch als Nebenerwerbsbetriebe geführt oder auch gänzlich stillgelegt wurden. Durch diesen Strukturwandel wurden von den ehemals 15 landwirtschaftlichen Betrieben mit Beginn der 1970er Jahre nur noch neun als Haupt- oder Nebenerwerbsbetrieb geführt. Die weitere Entwicklung in dieser Richtung wurde durch die rückläufigen Einwohnerzahlen und die zunehmende Landflucht der 1980er und 1990er Jahre bestätigt.

## Politik und Kommunales

### Bevölkerungsentwicklung
Um 1830 hatte das Dorf Ersfeld 68 Einwohner, wie die Topographisch-Statistische Beschreibung der Königlich Preußischen Rheinprovinzen belegt.
Die chronologische Entwicklung der Einwohnerzahl (die Werte von 1871 bis 1987 beruhen auf Volkszählungen):
| Ersfeld: Einwohnerzahlen von 1815 bis 2025 | Ersfeld: Einwohnerzahlen von 1815 bis 2025 | Ersfeld: Einwohnerzahlen von 1815 bis 2025 | Ersfeld: Einwohnerzahlen von 1815 bis 2025 | Ersfeld: Einwohnerzahlen von 1815 bis 2025 |
| ------------------------------------------ | ------------------------------------------ | ------------------------------------------ | ------------------------------------------ | ------------------------------------------ |
| Jahr                                       |                                            |                                            |                                            | Einwohner                                  |
| 1815                                       | 1815                                       |                                            | 63                                         | 63                                         |
| 1835                                       | 1835                                       |                                            | 73                                         | 73                                         |
| 1871                                       | 1871                                       |                                            | 90                                         | 90                                         |
| 1905                                       | 1905                                       |                                            | 61                                         | 61                                         |
| 1939                                       | 1939                                       |                                            | 80                                         | 80                                         |
| 1950                                       | 1950                                       |                                            | 72                                         | 72                                         |
| 1961                                       | 1961                                       |                                            | 74                                         | 74                                         |
| 1970                                       | 1970                                       |                                            | 62                                         | 62                                         |
| 1987                                       | 1987                                       |                                            | 52                                         | 52                                         |
| 1992                                       | 1992                                       |                                            | 48                                         | 48                                         |
| 1997                                       | 1997                                       |                                            | 50                                         | 50                                         |
| 2002                                       | 2002                                       |                                            | 62                                         | 62                                         |
| 2004                                       | 2004                                       |                                            | 60                                         | 60                                         |
| 2008                                       | 2008                                       |                                            | 64                                         | 64                                         |
| 2010                                       | 2010                                       |                                            | 74                                         | 74                                         |
| 2013                                       | 2013                                       |                                            | 74                                         | 74                                         |
| 2015                                       | 2015                                       |                                            | 75                                         | 75                                         |
| 2017                                       | 2017                                       |                                            | 83                                         | 83                                         |
| 2018                                       | 2018                                       |                                            | 64                                         | 64                                         |
| 2019                                       | 2019                                       |                                            | 77                                         | 77                                         |
| 2020                                       | 2020                                       |                                            | 71                                         | 71                                         |
| 2021                                       | 2021                                       |                                            | 68                                         | 68                                         |
| 2022                                       | 2022                                       |                                            | 68                                         | 68                                         |
| 2023                                       | 2023                                       |                                            | 70                                         | 70                                         |
| 2025                                       | 2025                                       |                                            | 77                                         | 77                                         |
|                                            |                                            |                                            |                                            |                                            |

 Datenquelle: Statistisches Landesamt Rheinland-Pfalz und Festschrift 600 Jahre Ersfeld
Mit Stand 31. Dezember 2021 sind 20,6 % der Einwohner unter 20 Jahren, 60,3 % zwischen 20 und 65 Jahren und 19,1 % 65 Jahre und älter. 55,9 % der Einwohner sind Frauen, 44,1 % Männer, wobei mit wenigen Ausnahmen seit 1962 immer ein Frauenüberschuss zu verzeichnen war.

### Wahlen
Mit 94,2 % (49 von 52 Wahlberechtigten) hatte Ersfeld im Jahre 2004 die relativ höchste Wahlbeteiligung bei einer Kommunalwahl in Rheinland-Pfalz. 2009 waren es 89,7 % (38 von 45 Wahlberechtigten). Bei Landtagswahlen gehört Ersfeld zum Wahlkreis 02-Altenkirchen, bei Bundestagswahlen zum Wahlkreis 198-Neuwied.
Bundestagswahlen
| Ergebnisse der Bundestagswahlen 1965–2025 |                 |      |      |      |       |       |      |              |          |
| Jahr                                      | Wahlbeteiligung | SPD  | CDU  | FDP  | GRÜNE | Linke | AfD  | Freie Wähler | Sonstige |
| 1965                                      | 89,8            | 43,9 | 31,7 | 14,6 | –     | –     | –    | –            | 9,8      |
| 1969                                      | 88,6            | 28,9 | 39,5 | 23,7 | –     | –     | –    | –            | 7,9      |
| 1972                                      | 93,9            | 40,0 | 37,8 | 22,2 | –     | –     | –    | –            | 0,0      |
| 1976                                      | 92,2            | 44,7 | 42,6 | 10,6 | –     | –     | –    | –            | 2,1      |
| 1980                                      | 78,4            | 35,0 | 37,5 | 25,0 | 2,5   | –     | –    | –            | 0,0      |
| 1983                                      | 75,0            | 28,2 | 53,8 | 7,7  | 10,3  | –     | –    | –            | 0,0      |
| 1987                                      | 70,8            | 14,7 | 58,8 | 14,7 | 11,8  | –     | –    | –            | 0,0      |
| 1990                                      | 65,2            | 37,9 | 31,0 | 27,6 | 3,4   | –     | –    | –            | 0,0      |
| 1994                                      | 94,1            | 43,8 | 31,3 | 18,8 | 3,1   | –     | –    | –            | 3,1      |
| 1998                                      | 83,8            | 33,3 | 33,3 | 6,7  | 23,3  | –     | –    | –            | 3,3      |
| 2002                                      | 93,5            | 48,8 | 20,9 | 14,0 | 16,3  | –     | –    | –            | 0,0      |
| 2005                                      | 91,1            | 42,5 | 25,0 | 17,5 | 5,0   | 10,0  | –    | –            | 0,0      |
| 2009                                      | 82,1            | 22,7 | 27,3 | 11,4 | 20,5  | 15,9  | –    | –            | 2,3      |
| 2013                                      | 72,0            | 22,2 | 38,9 | 5,6  | 22,2  | 8,3   | –    | –            | 0,0      |
| 2017                                      | 78,4            | 25,0 | 12,5 | 17,5 | 22,5  | 5,0   | 15,0 | –            | 2,5      |
| 2025                                      | 92,3            | 24,4 | 9,8  | 4,9  | 19,5  | 9,8   | 26,8 | 2,4          | 2,4      |

Alle Ergebnisse in %
Wegen der Covid-bedingten Zusammenlegung der Wahllokale von Rettersen und Ersfeld gibt es zur Bundestagswahl 2021 keine separaten Wahlergebnisse dieser Gemeinden.
Landtagswahlen
| Ergebnisse der Landtagswahlen 1967–2021 |                 |      |      |      |       |           |      |      |              |          |
| Jahr                                    | Wahlbeteiligung | SPD  | CDU  | FDP  | GRÜNE | Die Linke | ALFA | AfD  | Freie Wähler | Sonstige |
| 1967                                    | 83,3            | 30,0 | 27,5 | 35,0 | –     | –         | –    | –    | –            | 7,5      |
| 1971                                    | 66,0            | 41,9 | 32,3 | 16,1 | –     | –         | –    | –    | –            | 9,7      |
| 1975                                    | 89,8            | 45,5 | 36,4 | 13,6 | –     | –         | –    | –    | –            | 4,5      |
| 1979                                    | 82,4            | 45,2 | 40,5 | 14,3 | –     | –         | –    | –    | –            | 0,0      |
| 1983                                    | 75,0            | 31,6 | 63,2 | 5,3  | –     | –         | –    | –    | –            | 0,0      |
| 1987                                    | 73,8            | 42,3 | 42,3 | 11,5 | 3,8   | –         | –    | –    | –            | 0,0      |
| 1991                                    | 72,3            | 46,9 | 40,6 | 6,3  | 6,3   | –         | –    | –    | –            | 0,0      |
| 1996                                    | 84,4            | 61,1 | 22,2 | 8,3  | 5,6   | –         | –    | –    | –            | 2,8      |
| 2001                                    | 64,7            | 46,9 | 28,1 | 12,5 | 9,4   | –         | –    | –    | –            | 3,1      |
| 2006                                    | 61,2            | 67,9 | 10,7 | 17,9 | 3,6   | –         | –    | –    | –            | 0,0      |
| 2011                                    | 70,8            | 32,6 | 32,6 | 2,3  | 32,6  | –         | –    | –    | –            | 0,0      |
| 2016                                    | 73,0            | 33,3 | 26,7 | 6,7  | 15,6  | 2,2       | 4,4  | 11,1 | –            | 0,0      |
| 2021                                    | 65,0            | 60,0 | 14,3 | 2,9  | 11,4  | 2,9       | 0,0  | 0,0  | 8,6          | 0,0      |

Alle Ergebnisse in %

### Gemeinderat
Der Gemeinderat in Ersfeld besteht aus sechs Ratsmitgliedern, seit 2001 regelmäßig mindestens zur Hälfte mit Frauen besetzt, der zuletzt bei der Kommunalwahl am 9. Juni 2024 in einer Mehrheitswahl gewählt wurde, und dem ehrenamtlichen Ortsbürgermeister als Vorsitzendem.

### Bürgermeister
Am 23. September 2024 wurde in Ersfeld ein neuer Ortsbürgermeister gewählt. Mangels Bewerbungen bei der Direktwahl am 9. Juni 2024  oblag die Neuwahl des Bürgermeisters gemäß rheinland-pfälzischer Gemeindeordnung dem Rat, der sich auf seiner konstituierenden Sitzung für Jan Lichtenthäler entschied. Er ist Nachfolger von Christa Hentschel-Verfürth, die das Amt in der Wahlperiode 2019 bis 2024 ausübte.

### Haushalt
Der Finanzhaushalt weist einen Finanzmittelfehlbetrag von 7,35 % für das Jahr 2018 aus. Die Ortseinnahmen stammen im Wesentlichen aus der Grundsteuer, der Gewerbesteuer der angesiedelten Betriebe sowie aus den Erlösen der Jagdpacht für das Jagdrevier der Gemarkung, das von einer Jagdgenossenschaft der Ortschaften Ersfeld, Rettersen und Fiersbach verwaltet wird. Für das Haushaltsjahr 2018 beträgt der Grundsteuerhebesatz für land- und forstwirtschaftliche Betriebe 320 %, für Grundstücke 380 %. Der Gewerbesteuerhebesatz liegt bei 400 %. Die Hundesteuer beläuft sich auf 36,00 bis 600,00 Euro jährlich.

### Wappen
Seit dem Jahr 2007 besitzt Ersfeld ein eigenes Ortswappen, zu welchem folgende Blasonierung (Wappenbeschreibung) gilt: Durch einen silbernen Schrägbalken, belegt mit einer blauen Wellenleiste, geteilt; oben in Grün eine silberne bewurzelte Eiche, unten in Rot ein linksgewendeter, doppelschwänziger, herschauender, blau bewehrter und blau gezungter goldener Löwe. Die blaue Wellenlinie symbolisiert den durch den Ort fließenden Peschbach, die Eiche gibt einen Hinweis auf den ortsprägenden Baumbestand, und der Löwe ist das Symbol der Grafen von Sayn.

## Wirtschaft und Infrastruktur

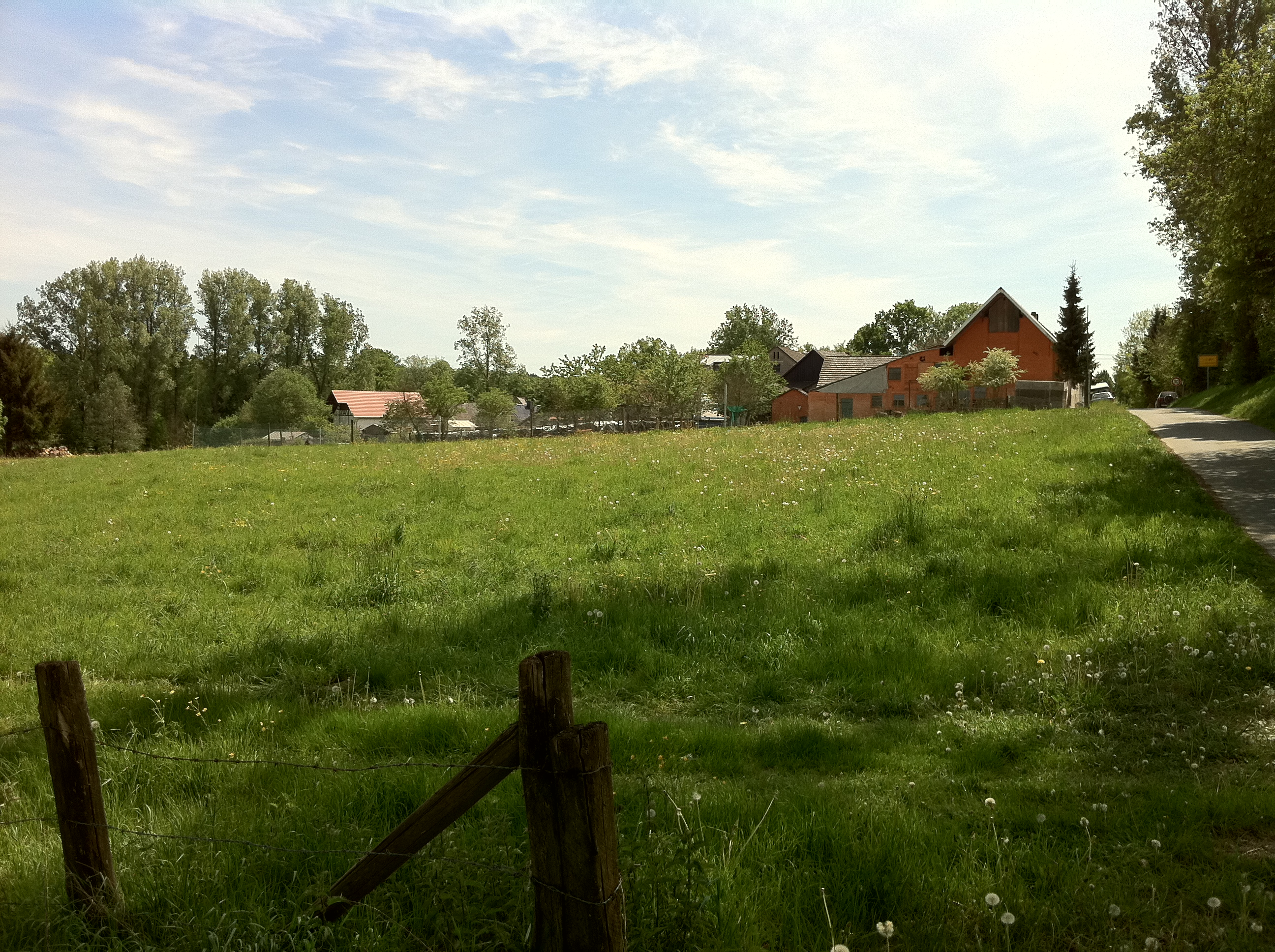
Blick von Norden auf Ersfeld

Ersfelds Bodenfläche von insgesamt 1,4 Quadratkilometern und einem Umfang von 5,99 Kilometern teilt sich auf in 77,5 % landwirtschaftliche Fläche, 9,9 % Waldfläche, 10,2 % Siedlungs- und Verkehrsfläche und 0,7 % Wasserfläche (Stand: 31. Dezember 2018). Die nächsten Einkaufsmöglichkeiten, Ärzte und Apotheken gibt es im drei Kilometer entfernten Weyerbusch. Die Bundesstraße 8, die über die an Ersfeld vorbeiführende Kreisstraße 24 in zwei Kilometer Entfernung erreichbar ist, ermöglicht eine schnelle Ost-West-Verbindung. Sie war früher als Cölnische Hohe Heer- und Geleitstraße nicht nur eine bedeutende Handelsroute zwischen Köln und Frankfurt am Main, sondern ein Teilstück war auch ein Pilgerweg zwischen Köln und Marburg, der im Jahr 2007 als Jakobsweg ausgewiesen wurde. Die Autobahnen A 3 und A 59 sind etwa zwanzig Kilometer entfernt.
Der Ort ist, abgesehen von einigen wenigen Gewerbetreibenden mit der IHK-Bezirkszugehörigkeit Koblenz, eine reine Wohngemeinde. Die steigenden Einwohnerzahlen der letzten Jahre sprechen für eine gewisse Attraktivität, jedoch macht die eher schlechte Anbindung an öffentliche Verkehrsmittel eine individuelle Mobilität erforderlich. So passieren montags bis freitags nur die Linien 291 und 523 des Verkehrsverbunds Rhein-Mosel (VRM) Ersfeld, jeweils zweimal zwischen Altenkirchen und Asbach bzw. Altenkirchen und Uckerath mit Anschluss nach Hennef fahrend und ergänzt um zwei Samstagsfahrten der Linie 291 nach Asbach. Während regulärer Schultage gibt es noch einige Ergänzungsfahrten. Nach Altenkirchen fährt montags bis freitags nur die Linie 291 morgens zwischen 6:00 Uhr und 9:00 Uhr sowie am frühen Nachmittag.
Bis zum Anfang der 1970er Jahre gab es nur einen Straßennamen mit fortlaufenden Hausnummern im Ort, die Dorfstraße. Auch heute werden lediglich vier Straßennamen im Adressverzeichnis von Ersfeld genannt, Am Peschbach, Im Oberdorf, Unter den Eichen und Mehrbachstraße. Ein Neubaugebiet ist nicht ausgewiesen, da noch einige wenige in Privatbesitz befindliche Baulücken vorhanden sind. Seit dem Jahr 2009 ist das gesamte Ortsgebiet mit einem Tempolimit von 30 km/h verkehrsberuhigt. Im selben Jahr hat sich ein gemeinnütziger Verein im Dorf niedergelassen und betreibt einen Gnadenbrothof. Im Brand- und Katastrophenfall ist die Freiwillige Feuerwehr Mehren für Ersfeld zuständig, der auch einige Ersfelder Bürger angehören. Als Gemeinde des „Zweckverbands Friedhof Mehren“ ist den Ersfeldern auch die Friedhofsnutzung gestattet.
Auch war hier bis Ende 1973 eine Poststelle zu finden. Nachdem diese geschlossen worden war, fiel auch der einzige öffentliche Fernsprecher im Dorf weg. Die ab diesem Zeitpunkt zuständige Poststelle in Mehren ist ebenfalls längst außer Betrieb.
Die Fertigstellung des Breitbandausbaus zur Verbesserung des Internetzugangs erfolgte in Ersfeld im Zuge des FTTC-Breitbandprojektes im Mai 2019. Seitdem steht im gesamten Ort die schnelle VDSL-Technik zur Verfügung.

### Wasser- und Energieversorgung
Nach kontroverser Diskussion in der Bevölkerung über den Bau einer Pflanzenkläranlage wurde Ersfeld zwischen 2000 und 2003 mit hundertprozentigem Trennsystem, einem örtlichen Kanalnetz von zwei Kilometer Länge und einem Anschlussgrad von hundert Prozent an die Abwasserleitung der Kläranlage Mehrbachtal im Nachbarort Mehren angeschlossen. Ihr Trinkwasser bezieht die Gemeinde aus der oberbergischen Wiehltalsperre des Aggerverbandes. Der durchschnittliche Verbrauch lag im Jahre 2007 je versorgtem Einwohner bei 144 Liter pro Tag.
Ersfelds Stromlieferant ist die E.ON, die den Netzbetreiber RWE im Jahr 2014 ablöste. Private Erzeuger produzieren im Ort mittels Solaranlagen rund 91 MWh/Jahr EEG-Strom, was etwa 21 % entspricht. Ersfeld liegt damit deutlich über dem Durchschnitt der Verbandsgemeinde Altenkirchen mit lediglich 5 %. Mit einstimmigem Gemeinderatsbeschluss wurde festgelegt, dass als Energiesparmaßnahme ab dem Jahr 2010 die Straßenlaternen des Ortes in den Sommermonaten ausgeschaltet bleiben, zumal es bis etwa eine halbe Stunde vor der offiziellen Abschaltung in den späten Abendstunden ohnehin noch hell bzw. dämmrig ist. Gleiches gilt für die frühen Morgenstunden, in denen es zur Einschaltzeit in der Regel bereits ausreichend hell ist.

### Landwirtschaft

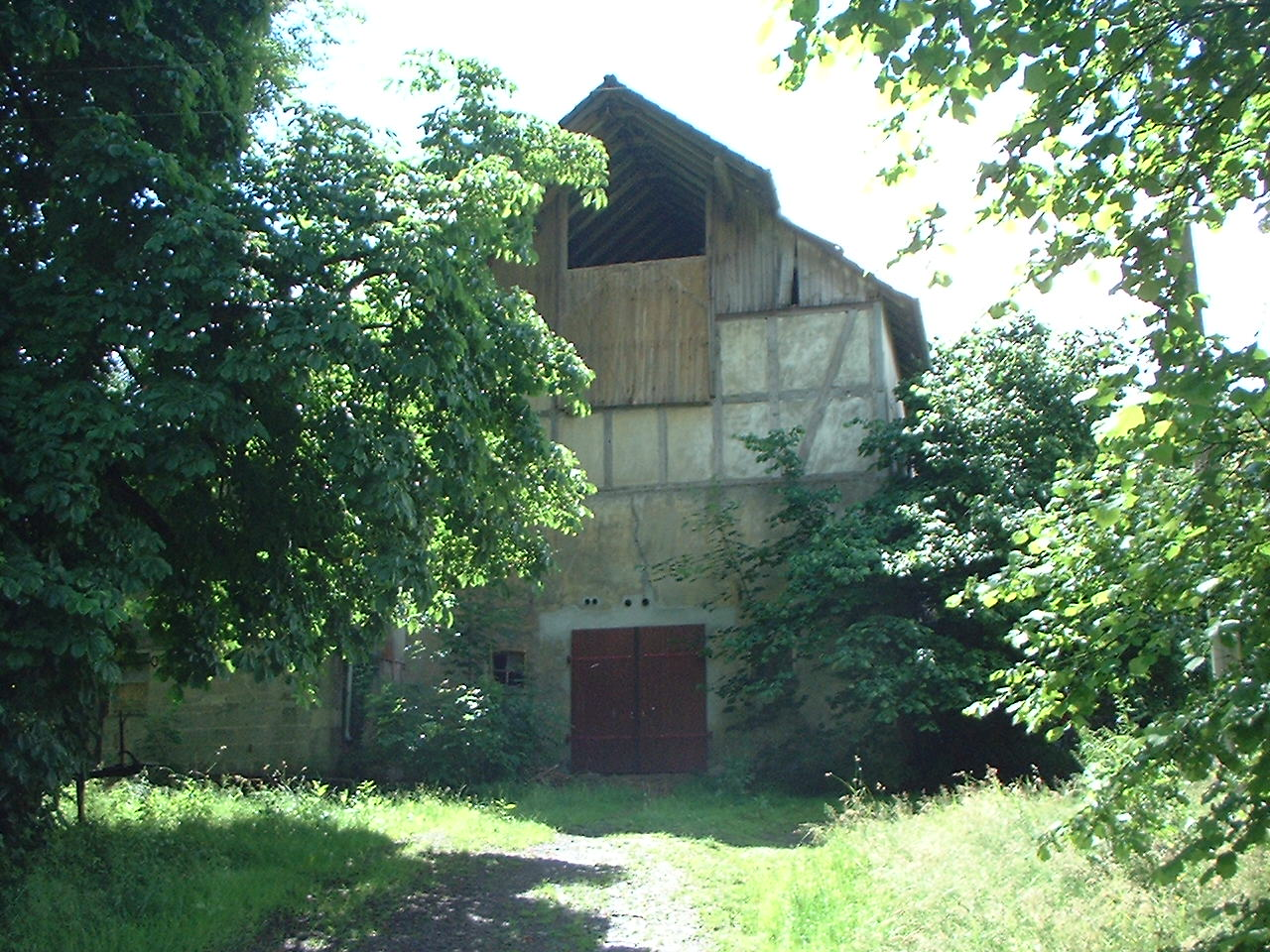
Fachwerkscheune

Früher gab es fünfzehn landwirtschaftliche Betriebe, die alle über einen eigenen Brunnen verfügten und damit in der Wasserversorgung autark waren. Sie betrieben Viehwirtschaft mit Rindern und Schweinen und bauten hauptsächlich Hafer, Roggen, Weizen, Kartoffeln und Rüben an. Neben dem Verkauf der Tiere brachte die Produktion von Butter bescheidene Umsätze. Die geerntete Frucht wurde als Futtermittel oder zur Selbstversorgung genutzt. Mit der Gründung von Molkereigenossenschaften stieg man von der Butter- auf die Milchproduktion um, die bis in die späten 1980er Jahre für die bis dahin noch tätigen Betriebe die Haupteinnahmequelle darstellte, bevor die letzten milchproduzierenden Höfe ihre Milchkontingente verkauften und den Betrieb einstellten.
Gab es 1971 noch neun Betriebe, die etwa 95 Hektar Land bewirtschafteten, so waren es 2003 nur noch drei Höfe mit 25 Hektar landwirtschaftlich genutzter Fläche. Nach 2003 werden beim Statistischen Landesamt Rheinland-Pfalz für Ersfeld keine landwirtschaftlichen Betriebe mehr geführt. Die Flächen sind größtenteils stillgelegt oder werden als Weideland von einigen privaten Pferdehaltern genutzt. Eine Reihe von Feldern sind verpachtet und werden mit Mais für eine Biogasanlage im Nachbarort bepflanzt.
Das zweite Zusammenlegungsverfahren mit den Gemeinden Ersfeld, Mehren, Fiersbach und Rettersen wurde im April 1999 eröffnet und neun Jahre später im Jahr 2008 beendet. Durch die Anpassung der Flurflächen an die heutigen Landmaschinengrößen, den Wegfall einiger Feldwege und gravierende Veränderungen in der Flächenlandschaft wurden im Ausgleich sogenannte Ökoflächen ausgewiesen und den Gemeinden als Eigentum überstellt. Sie dienen dem Natur-, Pflanzen- und Tierschutz, und ihre Bewirtschaftung ist untersagt.
Der Wald wird von einer Eigentümergemeinschaft, der Waldinteressentenschaft, verwaltet. Das Holz wird entweder selbst genutzt oder verkauft.

### Schulwesen
Ersfeld besaß niemals ein eigenes Schulgebäude, dafür war der Ort zu klein und die Anzahl der Schüler zu gering. Man musste sich deshalb mit Alternativen behelfen, um den Ersfelder Kindern einen Schulbesuch zu ermöglichen.

#### Ersfelder Dingschule
Aus alten Aufzeichnungen geht hervor, dass es in Ersfeld, wie in anderen Orten auch, in früheren Zeiten eine sogenannte Dingschule (dingen: jemanden beauftragen, anwerben) gegeben hat. Die dort beschäftigten Lehrkräfte waren keine ausgebildeten Lehrer, sondern konnten lediglich etwas lesen, schreiben oder rechnen, und nicht selten wurde durch den Einsatz der Prügelstrafe vom Mangel an pädagogischen Fähigkeiten abgelenkt. Dingschullehrer wurden schlecht bezahlt und waren nur für jeweils eine kurze Zeit beschäftigt. Sie wurden mit dem Wandeltisch versorgt, wobei sie von Haus zu Haus ziehen mussten und dort ihr Essen bekamen. Hin und wieder erhielten sie auch ein Wandelbett, eine wechselnde Schlafgelegenheit bei Einheimischen.
Ein Schulgebäude gab es nicht, so dass der Unterricht in angemieteten Wohnräumen stattfand. Prinzipiell wurde eine Winterschule abgehalten, da die meisten Kinder des Ortes während der anderen Jahreszeiten bei der Feldarbeit und Ernte helfen mussten. Die Schüler kamen trotzdem nur sehr unregelmäßig zum Unterricht, worüber in einer alten Schulakte für das Jahr 1788 entsprechende Aufzeichnungen gemacht worden waren. Für die Kinder der Gemeinde Ersfeld gibt es nachstehende Einträge:

„Sendschöff Eckenbach – 1 – ist kommen allzeit

Johannes Gerhard Hoffmann – 2 – sind auch kommen nur etliche Wochen sind sie zu Haus blieben

Johannes Müller – 2 – sind ebenfalls kommen und auch etliche Wochen zu Haus blieben

Wilhelm Schmidt – 2 – sind etliche Tage in der Woche kommen, bisweilen auch ganze Wochen zu Haus blieben“

Dies wurde wie folgt kommentiert:

„Auf Hoch. Fürstlichen Gouvernements Befehl, berichte untertänigst, wie von denjenigen Eltern Kirchspiels Mehren, welche ihre Kinder nicht ordentlich in die Schule geschickt, was ein jeder vor eine Einwendung gemacht, wie folgt:“

Für die Ersfelder Kinder

„Johannes Gerhard Hoffmann hat vorgegeben er hätte 2 Kinder 1 Sohn hätte er vermieth, deswegen hätte er nicht mehr in die Schul gehen können, 1 Tochter wäre 3 Wochen krank gewesen, darum hätte es die Schul versäumt.

Johannes Müller hat vorgegeben, 1 Sohn hätte er vermieth gehabt, der andere Sohn wäre 3 Wochen krank gewesen.

Wilhelm Schmidt hat vorgegeben, er hätte eine Tochter, wäre den ganzen Winter krank gewesen und der Sohn hätte die Plattern gehabt deswegen hätten sie nicht in die Schul gehen können.“

„Vermieth“ bedeutet in diesem Zusammenhang, dass der Sohn an andere Bauern oder Familien zur Arbeit „vermietet“ worden war.

#### Schulverband Mehren

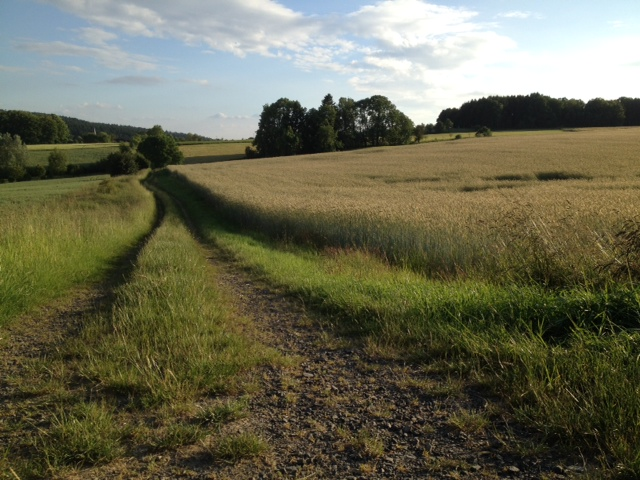
Der Kirchsweg – ehemaliger Schulweg der Ersfelder Kinder zur Schule nach Mehren

Ersfeld gehörte dem Schulverband Mehren bis zu dessen Auflösung 1971 an. Die Kinder waren in der Kirchspielschule von Mehren, die sie seit dem frühen 19. Jahrhundert besuchten, offenbar gut aufgehoben und wurden auch verhältnismäßig gut beurteilt, wie eine Überprüfung durch den Superintendent Marius Müller im Jahr 1844 belegte. Im Gegensatz zur Dingschule wurde der Unterricht von einem ausgebildeten und fest angestellten Lehrer abgehalten. Auch die Klassenzimmer waren für die Schüler geräumig genug. Der kurze Schulweg führte über einen geraden Feldweg, den sogenannten Kirchsweg, direkt ins ein Kilometer entfernte Mehren.
Dem Protokollbuch des Gemeinderats ist zu entnehmen, dass die an den Schulverband Mehren zu entrichtenden Schulmittel im Durchschnitt etwa 60 % der Steuerlasten Ersfelds ausmachten und oft nur mit großen Anstrengungen geleistet werden konnten. Der Landrat verfügte im Oktober 1953 die Bereitstellung eines Beitrages zur Unterhaltung der Katholischen Schule Weyerbusch, den auch die Ersfelder leisten sollten. Mit Gemeinderatsbeschluss vom 10. November 1953 lehnten diese jedoch eine Zuwendung mit der Begründung ab, das einzige in der Gemeinde befindliche katholische Schulkind besuche die Schule in Mehren und werde im kommenden Frühjahr aus der Schule entlassen. Auch sei in absehbarer Zeit nicht mit weiteren katholischen Schülern zu rechnen.

#### Heutiges Schulsystem
Seit der Auflösung des Schulverbands Mehren im Jahre 1971 besuchen die Kinder die Bürgermeister-Raiffeisen-Grundschule in Weyerbusch und die staatliche kooperative Gesamtschule mit gymnasialer Oberstufe (Westerwald-Gymnasium) in der Kreisstadt Altenkirchen. Trotz eines etwas längeren Anfahrtsweges besuchen auch immer mehr Schüler die Integrierte Gesamtschule (IGS) im sechzehn Kilometer entfernten Horhausen, die ebenfalls über eine gymnasiale Oberstufe mit dem Abschluss der allgemeinen Hochschulreife verfügt. Eine weitere Möglichkeit des weiterführenden Schulbesuchs bietet sich mit dem Bodelschwingh-Gymnasium in Herchen an, das etwa fünfzehn Kilometer entfernt ist und bereits in Nordrhein-Westfalen liegt. Ein privater Fahrdienst bringt die Schulkinder von Ersfeld nach Weyerbusch beziehungsweise zu den nächstgelegenen Schulbushaltestellen.

### Kirche und Religion
Die meisten Ersfelder Bürger sind evangelisch. Die wenigen Katholiken sind zugezogen, zudem gibt es einige Konfessionslose. Ersfeld und die Pfarrei Mehren gehören zum Evangelischen Kirchenkreis Altenkirchen und zur Evangelischen Kirche im Rheinland, während die katholischen Christen der Pfarrei St. Josef in Weyerbusch und dem Seelsorgebereich Westerwald im Kreisdekanat des Erzbistums Köln angehören.

## Ortsbild und Sehenswürdigkeiten, Kulturelles

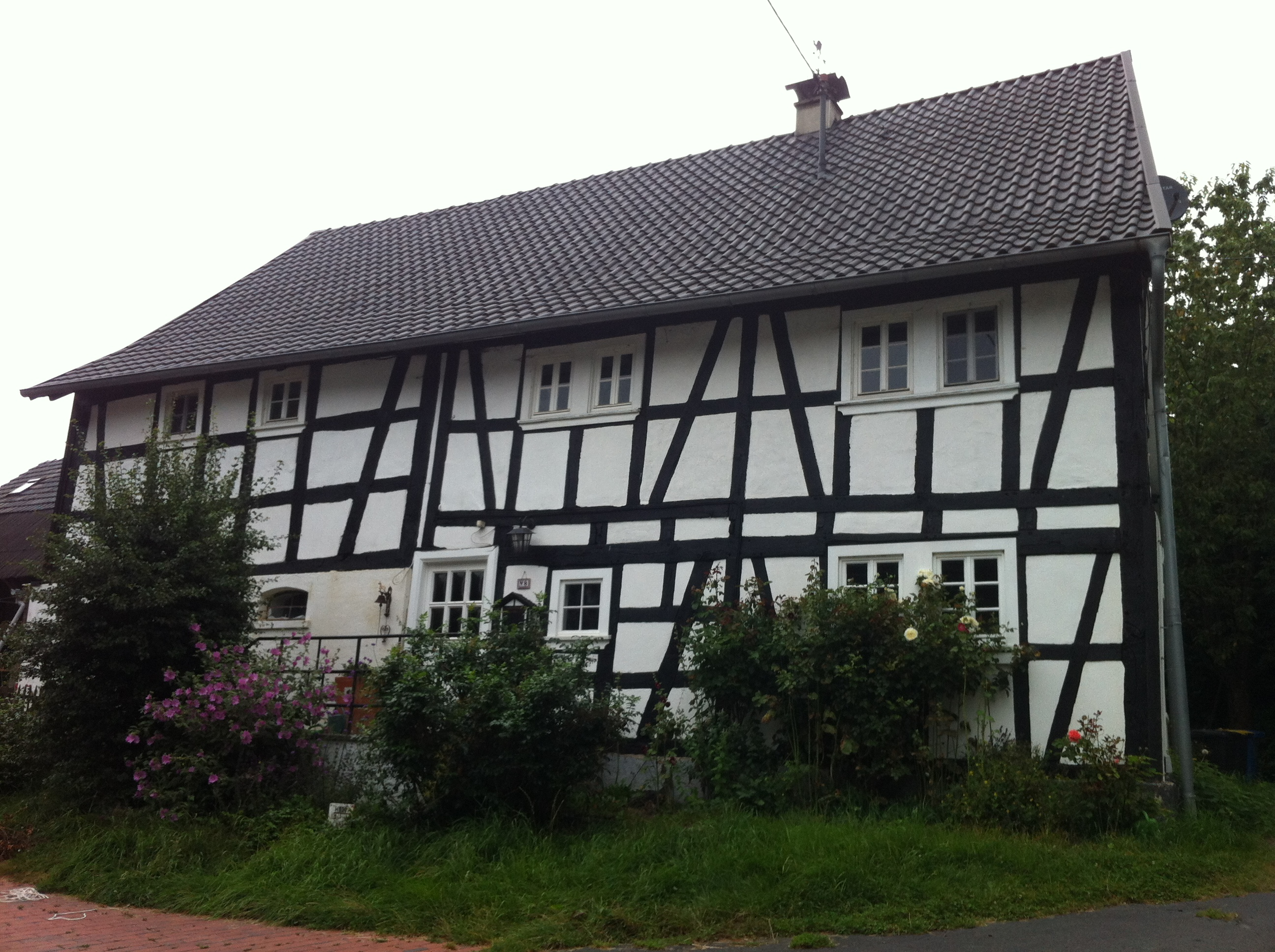
Denkmalgeschütztes Wohnstallhaus von 1758

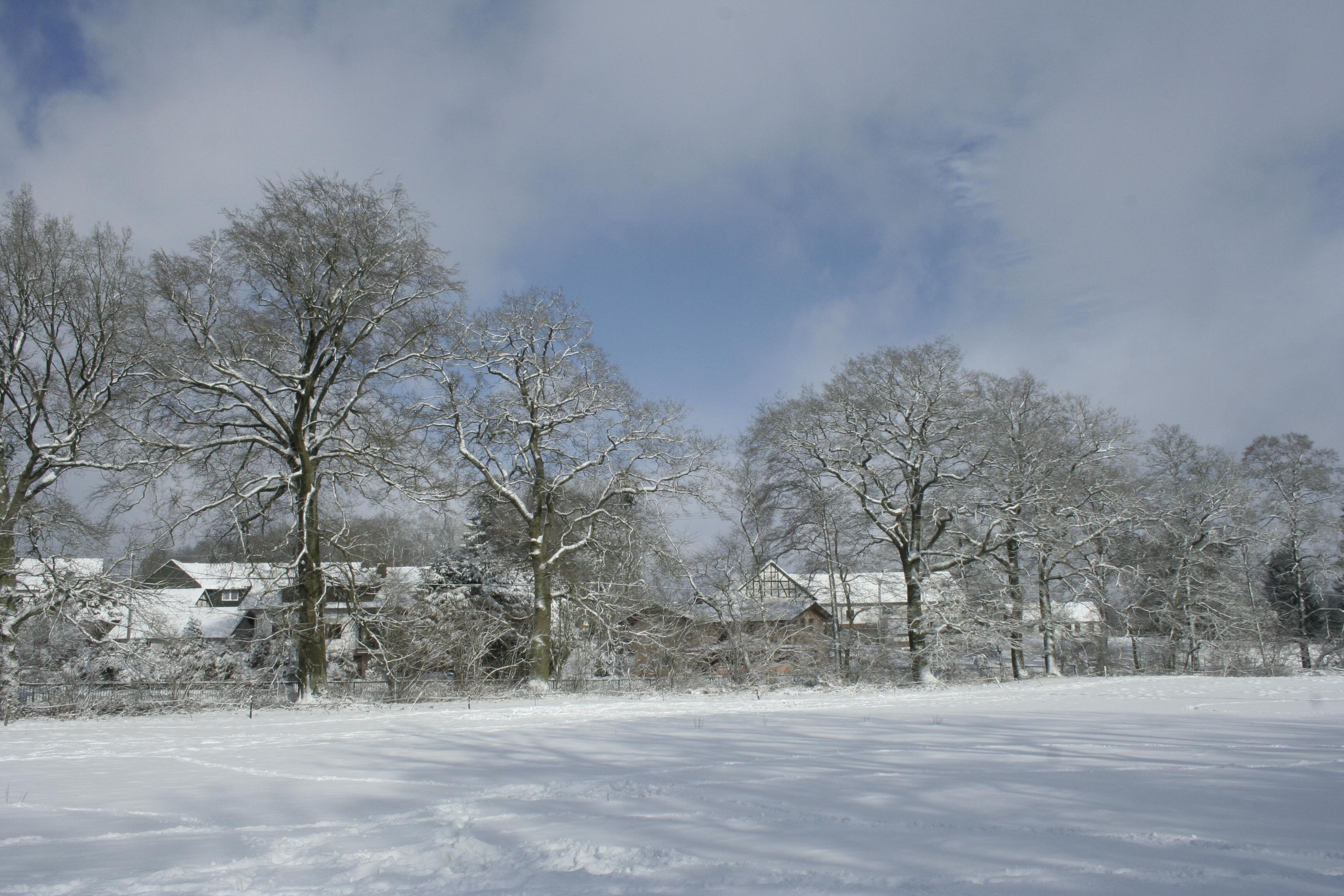
Alter Eichen- und Buchenbestand am Peschbach in Ersfeld

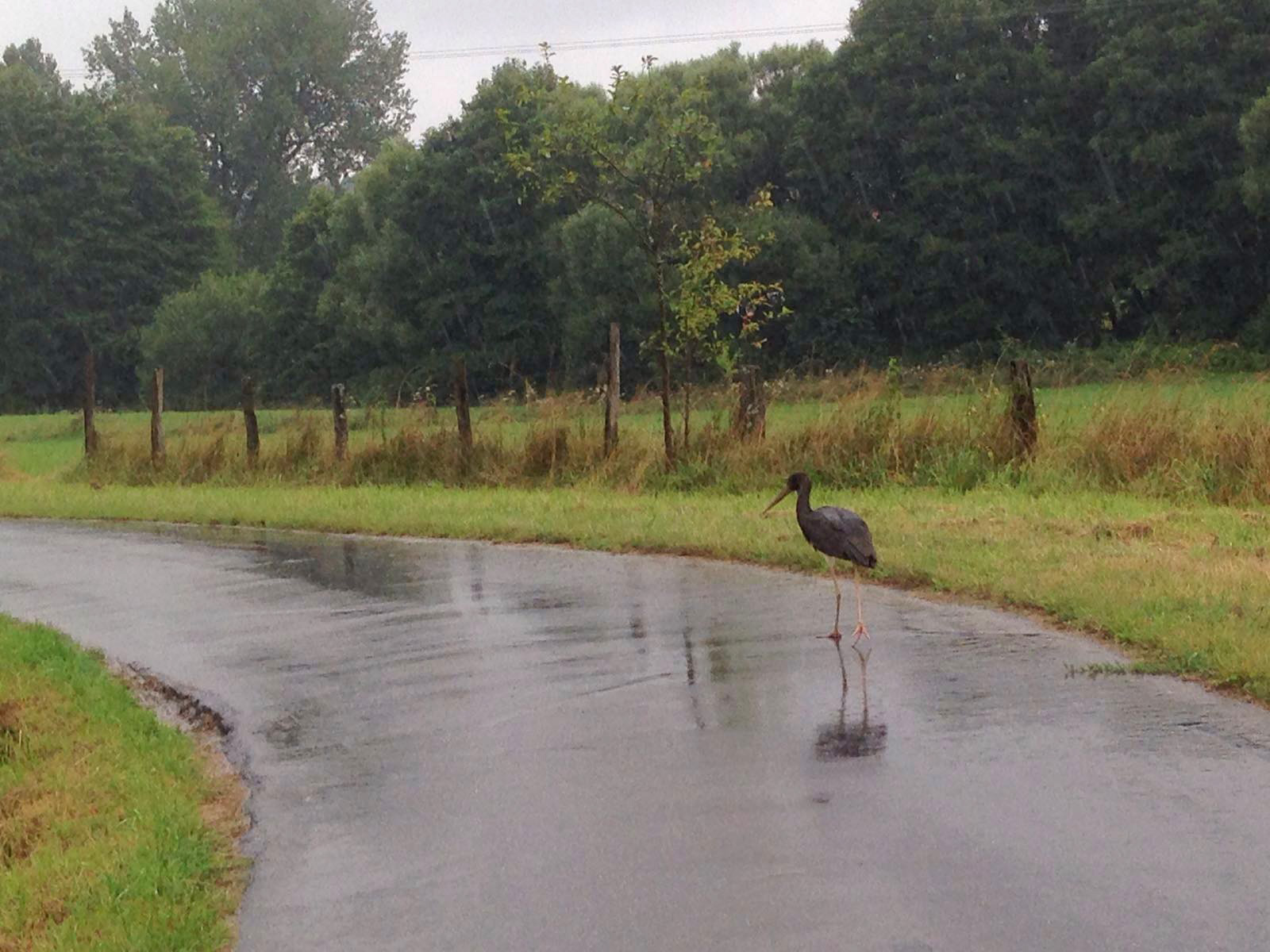
Schwarzstorch auf der Straße zwischen Rettersen und Ersfeld

Ersfeld besitzt einige gut erhaltene alte Fachwerkgebäude. Eines von ihnen, ein teilweise massiv gebautes Wohnstallhaus aus dem Jahr 1758, ist denkmalgeschützt. Unter ihm verläuft ein etwa 120 Meter langer Stollen, der bis zum nördlichen Ortsrand reicht und dort einen verschlossenen Zugang besitzt. Über seine Entstehung und einstige Verwendung war lange Zeit nichts Näheres bekannt, und es wurde gemutmaßt, dass er im Ersten und Zweiten Weltkrieg den Einwohnern als Schutz- und Zufluchtsraum diente. Andere Informationen besagen, dass der Stollen, der in der Nähe des ehemaligen Materialplatzes (Leimpöhl) des Ortes mündet, für die Lagerung von Lehm zum Bauen und für Reparaturarbeiten verwendet worden sei. Als Schutzraum diente er zudem bei heftigen Gewittern, auch wenn die Menschen hin und wieder einen Einsturz fürchteten. Prinzipiell ist jedoch über seine Vergangenheit, insbesondere seine Entstehung, wenig bekannt, sodass hierüber nach wie vor kontroverse Ansichten herrschen.
Durch die Gemarkung verläuft der im Jahre 2008 eröffnete Westerwald-Steig, ein 235 Kilometer langer Premiumwanderweg, der von Herborn nach Bad Hönningen führt. Ein lokaler Mühlenwanderweg (W4 Nord und W4 Süd) bietet auf einer Länge von etwa 20 Kilometern Barrierefreiheit für Radfahrer und Wanderer. Ebenso liegt Ersfeld direkt am 225 Kilometer langen Radweg Westerwaldschleife, einem Gemeinschaftsprojekt der Landkreise Altenkirchen, Westerwald und Neuwied. Die Historische Raiffeisenstraße verläuft in unmittelbarer Nähe östlich von Ersfeld. Der Naturpark Rhein-Westerwald beginnt mit seiner nördlichen Grenze in etwa fünf Kilometer Entfernung.
In der Gemarkung um Ersfeld gibt es eine Population von Rotmilanen und Graureihern. Auch werden immer wieder Schwarzstörche beobachtet.
Nach eigener Aussage nahm das Jugendblasorchester Mehrbachtal 1967 seine Anfänge in der Nachbargemeinde Forstmehren. Der erste Probenraum für die bis dahin noch namenlose Musikgruppe, der auch drei Mädchen angehörten, war jedoch das Wohnzimmer des Ersfelder Ehepaares Altgeld. Nachdem die Mitgliederzahl des Orchesters schnell wuchs, zog man mitsamt dem Proberaum in den Gasthof Fuchs nach Forstmehren um, wo man sich den Namen Jugendblasorchester Mehrbachtal gab. Unter Berücksichtigung dieser Entwicklung gilt Forstmehren zwar als Ort, in dem sich das Orchester konstituierte, Ersfeld jedoch als dessen „Wiege“.

### Peschbach – Retterserbach – Scherenbach
Aus Rettersen kommend, fließt bis zur nördlichen Ortsgrenze von Ersfeld der Retterserbach (im Oberlauf auch: Scherenbach). Als Peschbach durchquert er die Ortschaft, gesäumt von einigen hohen Pappeln, erst Richtung Süden, dann nach Osten hin, und mündet an der Kreisstraße 24 in den Mehrbach. Bis in die 1960er Jahre gab es dort noch viele Bachkrebse, für die Ersfelder eine kulinarische Abwechslung zu besonderen Anlässen. Nachdem in den folgenden Jahrzehnten, vermutlich auch durch die Einleitung von Düngemitteln aus den umliegenden Feldern, die Bachkrebse fast vollkommen aus dem Gewässer verschwunden waren, erholt sich in den letzten Jahren der Bestand wieder etwas.
Warum der Bach mit seinen 3,3 Kilometern Länge in unterschiedlichen Abschnitten drei verschiedene Namen trägt, ist nicht bekannt. Es ist davon auszugehen, dass die Bezeichnung Peschbach im Zusammenhang mit den Flurstücken steht, die der Bach bei Ersfeld durchfließt. Sie tragen Namen wie Hinter dem Peschgarten, Oben in der Peschwiese und Unten in der Peschwiese, bereits erwähnt in den ersten Katasteraufnahmen von 1830. Das Wort Pesch kommt sprachgeografisch als Bezeichnung für Flurstücke im Rheinland recht häufig vor. Es leitet sich von dem Wort lateinisch pascuum ‚Weide‘ ab.

Der Retterserbach – jetzt als Peschbach – bei Ersfeld

Im Rätoromanischen bedeutet Pesch jedoch „Fisch“ und ließe somit den Schluss zu, dass Peschbach ein Bach ist, in dem sich Fische befinden. Gestützt wird diese Hypothese durch die Begriffe italienisch pesce ‚Fisch‘ bzw. französisch pecheur ‚Fischer‘. Allerdings ist, abgesehen von Zeiten französischer Herrschaft auf dem heutigen Territorium von Rheinland-Pfalz, ein namensprägender Einfluss von Personen in Ersfeld, die diese Sprachen gesprochen haben, nicht belegt.
Am Peschbach liegt linksseitig, etwa in der Mitte des Ortes, ein kleiner befestigter Dorfplatz, der für Gemeindefestivitäten jedweder Art genutzt wird und auch Wanderern zur Rast dient. Hier pflanzte im Herbst 2011 Landrat Michael Lieber anlässlich des 600-jährigen Bestehens der Gemeinde einen Kirschbaum, der prompt im Dorf den Namen Lieberkirsche erhielt. 2015 errichtete man dort ein kleines Holzhaus, das Weierhäuschen, das für Versammlungen, Feiern und andere Anlässe gedacht ist. Das Areal wurde zudem im Juli 2022 um einen 4 × 15 Meter großen Bouleplatz ergänzt.
Rechtsseitig, insbesondere bachabwärts, sowie im östlichen Bereich stehen Reihen von großen, teils über hundert Jahre alten Eichen und Buchen, die das Ortsbild wesentlich prägen.

## Einzelnachweise

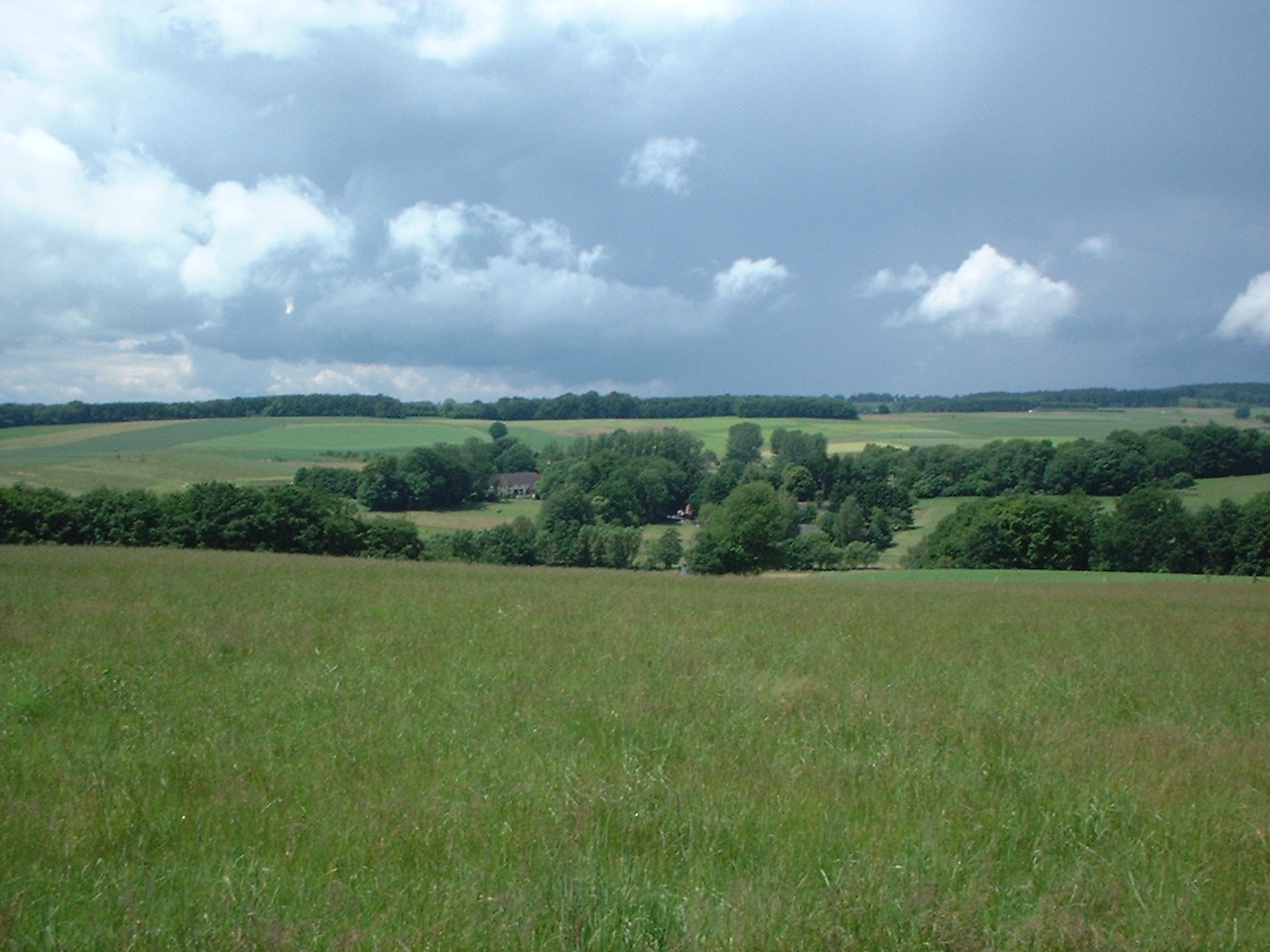
Blick von Osten über Ersfeld und das Mehrbachtal